# 殷汝璋
殷汝璋，江苏甘泉县人。晚清政治人物。

## 生平
同治十年（1871年），殷汝璋中式辛未科二甲進士。累官至通政使司参议。
光緒十九年（1893年），朝廷任命殷汝璋為正考官、周錫恩為副考官，主浙江恩科鄉試。前內閣中書周福清為殷汝璋同榜進士，派人行賄請託。殷汝璋將其事舉報。事發，周福清下獄。